# Agriotes pilosellus
Espèce
Agriotes pilosellus est une espèce d'insectes de l'ordre des coléoptères et de la famille des Elateridae que l'on rencontre en Europe.

## Description
Ce taupin mesure de 15 à 18 millimètres. Son tégument est recouvert d'une pilosité dense grise couchée et courte. Il est de couleur brun cendré. Le pronotum est plus long que large et un peu élargi en avant. Le 2e article antennaire est plus long que le 3e.

## Synonymes
Selon BioLib (17 août 2014) : 
- Agriotes buyssoni Méquignon, 1927 nec Pic, 1895
- Agriotes elongatus (Marsham, 1802)
- Agriotes humerosignatus Buysson, 1926
- Agriotes simulator Buysson, 1893
- Elater elongatus Marsham, 1802
- Elater flavescens Laporte, 1840
- Elater panzeri Dufour, 1851
- Elater pilosellus Schönherr, 1817
- Elater vilis Illiger, 1807